# Yucatán (schiereiland)

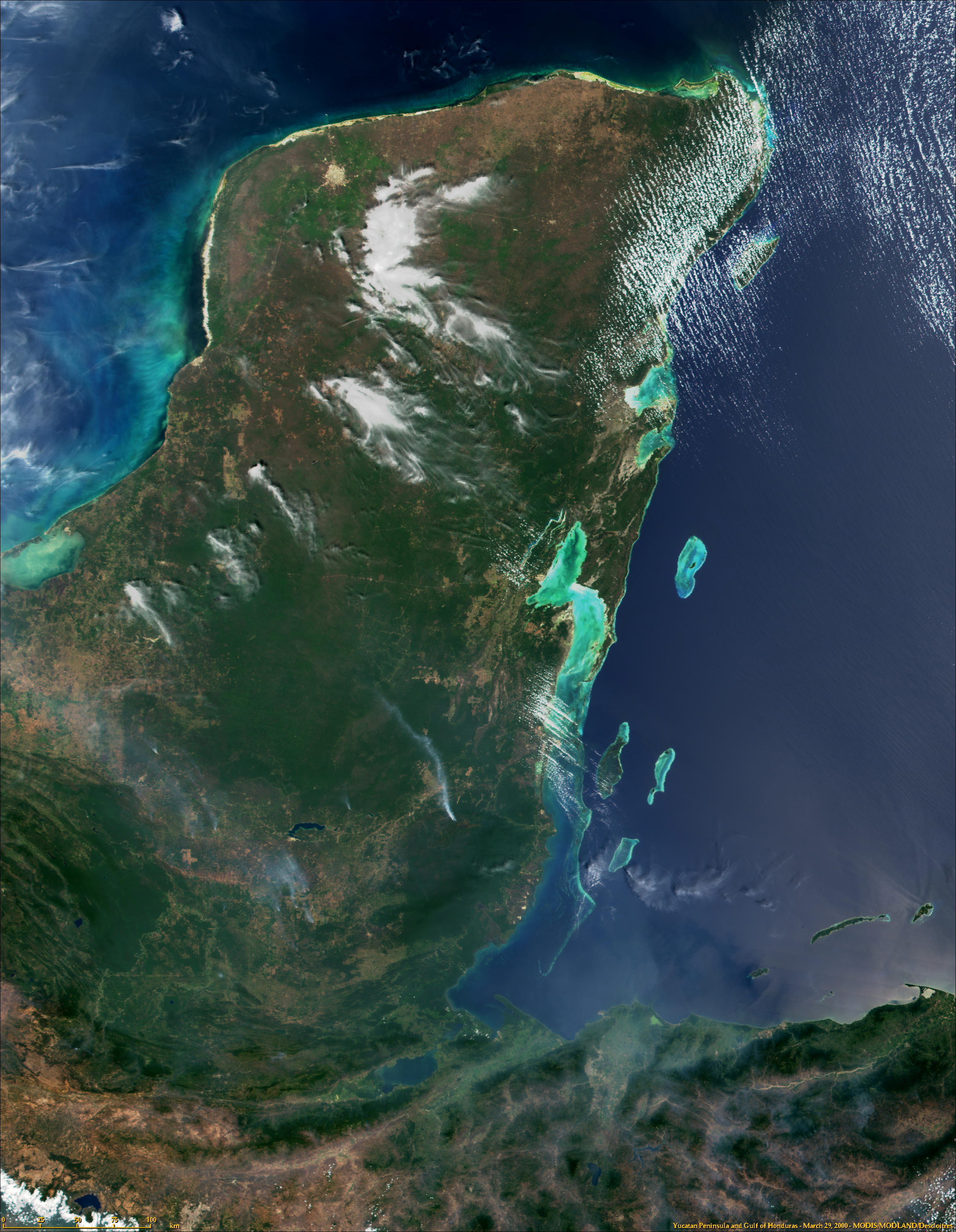
Satellietfoto van Yucatán

Yucatán (Yucateeks Maya: Lu'umil kuuts yéetel kéeh of Uuyut'aan) is een schiereiland tussen de Golf van Mexico, Straat Yucatán en de Caribische Zee. Het grootste deel valt onder Mexico, en is verdeeld in de deelstaten Campeche, Yucatán en Quintana Roo. Soms wordt het uiterste noorden van Belize en Guatemala ook tot het schiereiland gerekend. Zowel geologisch als cultureel verschilt Yucatán aanzienlijk van de rest van Mexico.
In Mexico wordt Yucatán ook wel aangeduid met "Peninsular Maya", dus Maya-schiereiland.

## Geografie
Yucatán heeft een oppervlakte van 139.426 km². Geologisch gezien maakt het deel uit van het Yucatánplatform, dat in zee doorloopt en dat hoofdzakelijk uit kalksteen bestaat; het schiereiland is aldus een karstlandschap. Rivieren en meren komen er, met uitzondering van het uiterste zuiden, niet voor wegens de poreuze ondergrond, de enige bronnen van zoet water aan de oppervlakte zijn cenotes. Het schiereiland is overwegend vlak, het hoogste punt is met slechts 390 meter de Cerro Camperico in Campeche. In het zuiden loopt Yucatán over in het Guatemalteekse Bekken van Petén dat eveneens uit kalksteen bestaat maar heuvelachtiger is.
Het grootste deel van Yucatán kent een tropisch regenwoudklimaat; het zuidwesten kent een savanneklimaat en een klein deel van het uiterste noordwesten een steppeklimaat. In de zomermaanden wordt het gebied dikwijls getroffen door orkanen. De vegetatie van Yucatán bestaat voor een groot deel uit tropisch regenwoud, dat naar het zuiden toe steeds dichter en hoger wordt. Het westelijke deel van de staat is echter savanne-achtig, en aan de kuststreken bevinden zich wetlands (onder andere moerassen van Centla, Celestún, Río Lagartos, Sian Ka'an). Voor de Caribische kust strekt zich het Meso-Amerikaans Barrièrerif uit, dat doorloopt voor de kusten van Belize, Guatemala en Honduras en het op een na langste rif ter wereld is.
Zo'n 65 miljoen jaar geleden kwam er een grote meteoor terecht op wat nu het schiereiland is. Deze inslag luidde vermoedelijk het einde van het tijdperk der dinosauriërs in. De Chicxulubkrater is in 1978 ontdekt door een geofysicus die bodemonderzoek verrichtte voor het Mexicaanse staatsoliebedrijf PEMEX.

### Steden
De grootste steden op het schiereiland zijn Mérida, Cancún, Campeche, Ciudad del Carmen, Chetumal en Playa del Carmen.

## Demografie

### Bevolking
Yucatán heeft 3.828.478 inwoners (2005). Zo'n 35% van de bevolking bestaat uit Maya's, meer in het bijzonder Yucateken. De meesten van hen spreken Yucateeks Maya, maar dat aandeel neemt wel af. De meest gesproken taal is Spaans; het Yucateeks Spaans onderscheidt zich op een aantal punten van het Spaans zoals dat in Mexico en Centraal-Amerika wordt gesproken. Het Engels is als omgangstaal in opkomst, en sowieso heeft Yucatán een sterkere (Anglo-)Amerikaanse invloed dan de rest van Mexico. De populairste sport is hier bijvoorbeeld niet voetbal, maar honkbal.

## Geschiedenis

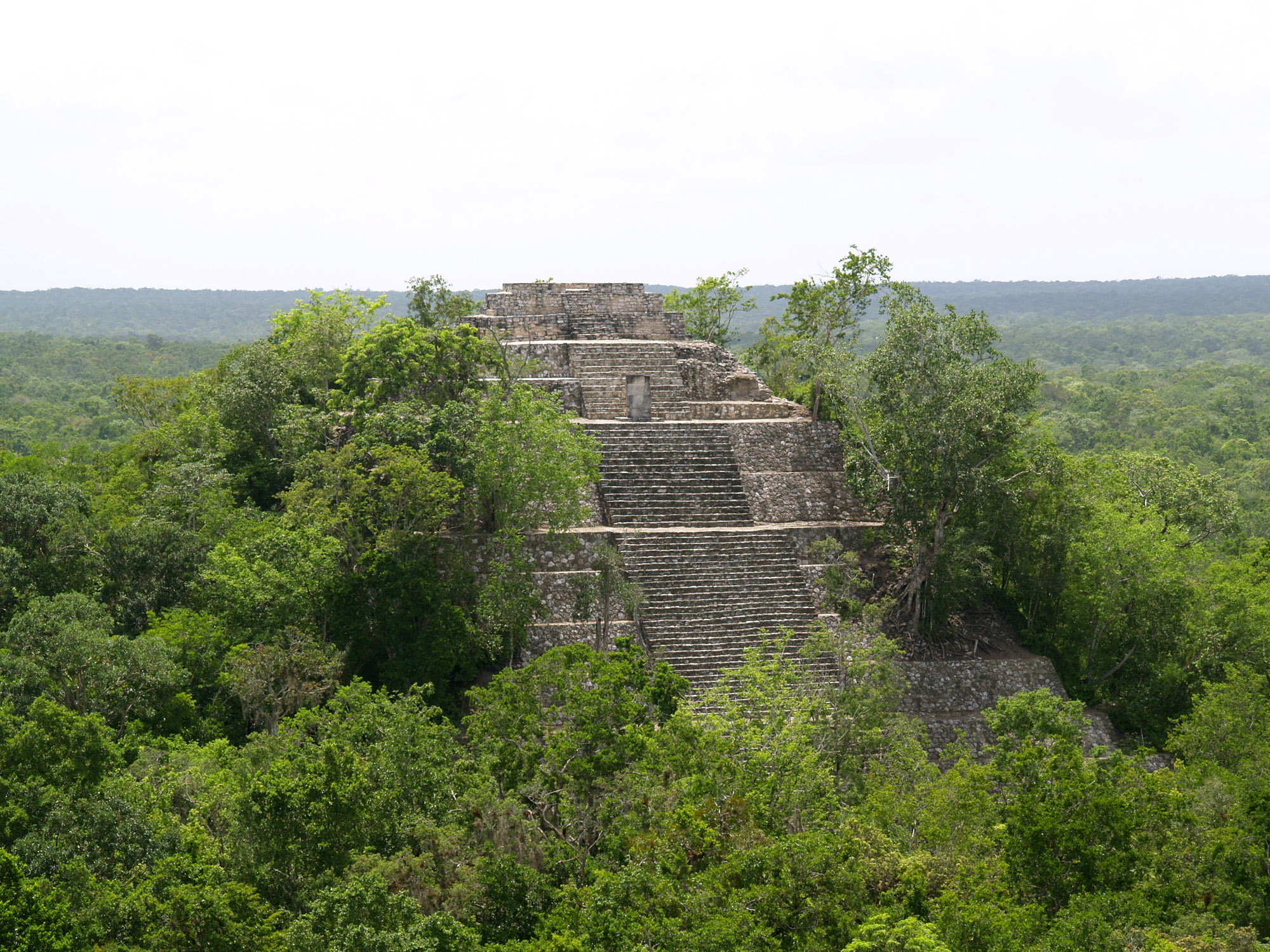
Calakmul

Yucatán wordt van oudsher bewoond door de Maya's. Tijdens de Klassieke periode (0-900) was het zuiden van het schiereiland een van de dichtstbevolkte gebieden ter wereld. Calakmul was een van de machtigste Mayasteden, gedurende enkele decennia zelfs onbetwist de machtigste, en een van de grootste steden ter wereld. Andere klassieke Mayasteden op het schiereiland zijn Becán, Río Bec en Kohunlich. In de 8e eeuw stortte de klassieke Mayabeschaving ineen en verplaatste het zwaartepunt zich naar het noorden, waar onder andere Chichén Itzá, Uxmal en Mayapán gesticht werden.
De eerste Europeanen deden Yucatán in 1511 aan. Volgens de legenden zouden, toen Spanjaarden op Yucatán landden en vroegen hoe het land heette, indianen geantwoord hebben: "Yuc atan", wat "Wij begrijpen u niet" betekent. De Maya's noemden Yucatán zelf Lu'umil kuuts yéetel kéeh, land van kalkoenen en herten. De eerste pogingen het gebied te onderwerpen stuitten op taai verzet van de Maya's. Pas nadat Europese infectieziektes een groot deel van de Mayabevolking het leven had gekost, wisten de Spanjaarden onder Francisco de Montejo, el mozo voet aan de grond te krijgen. Door handig gebruik te maken van onderlinge rivaliteiten wist Montejo in 1546 het grootste deel van het schiereiland te onderwerpen.
De oude Mayastad T'ho werd hersticht als Mérida en werd de hoofdstad van een kapiteinsgeneraliteit. Hoewel de Kapiteinsgeneraliteit Yucatán op papier viel onder de vicekoning van Nieuw-Spanje, gezeteld in Mexico-Stad, konden de koloniale autoriteiten in Yucatán in de praktijk grotendeels onafhankelijk opereren. Mérida en Campeche werden de belangrijkste steden van het schiereiland. Yucatán kreeg in de koloniale periode herhaaldelijk te maken met opstanden van de Maya's (onder anderen die van Jacinto Canek) alsook invallen van Engelse en Nederlandse piraten (onder anderen Henry Morgan, Francis Drake, Laurens de Graaf, Henry Every en Rock de Braziliaan).
De onafhankelijkheidsstrijd tegen de Spanjaarden werd in Yucatán geleid door de sanjuanistas, een groep intellectuelen geïnspireerd door de Verlichting en genoemd naar de kerk waar zij bijeenkwamen. Bij de onafhankelijkheid in 1821 koos Yucatán aansluiting bij Mexico, en bij de proclamatie van de Mexicaanse grondwet van 1824 werd het een van de staten van de Mexicaanse federatie. De geïsoleerde positie van Yucatán leidde er echter toe dat er in de 19e eeuw tot twee keer toe een Republiek Yucatán werd uitgeroepen. Yucatán steunde Texas tijdens haar onafhankelijkheidsoorlog tegen Mexico, bleef neutraal tijdens de Mexicaans-Amerikaanse Oorlog en overwoog zelfs aansluiting bij de Verenigde Staten te verzoeken. Het uitbreken van een enorme opstand van Maya-indianen, moe van eeuwenlange uitbuiting, in 1847 noopte de Yucateekse regering echter Mexicaanse heerschappij weer te erkennen. De Kastenoorlog tegen de Maya's bleef echter tientallen jaren voortwoeden en ging van beide zijden gepaard met ongekende wreedheden. Pas in 1901 werd Chan Santa Cruz, centrum van de Maya-opstandelingen, onderworpen.
Campeche, dat altijd al weinig op had gehad met het Yucateekse onafhankelijkheidsstreven, werd in 1857 afgesplitst van Yucatán en tot staat verheven. In 1902 volgde Quintana Roo, dat echter tot 1974 moest wachten alvorens tot staat te worden erkend.
Tegen het einde van de 19e eeuw werd Yucatán een van de rijkste delen van het land wegens de export van sisal, waarvan de productie een ware boom doormaakte. Mérida stond in die periode bekend als het 'Parijs van Amerika' wegens haar enorme rijkdom (de stad huisvestte meer miljonairs dan elke andere stad in Latijns-Amerika) en de vele herenhuizen die de sisalbaronnen in Franse stijl lieten optrekken. De arbeiders op de sisalplantages leefden echter in bittere armoede, hun positie was nauwelijks beter dan die van slaven, en werd internationaal onder de aandacht gebracht door het verslag van de Amerikaanse journalist John Kenneth Turner.
De Mexicaanse Revolutie (1910-1920) bracht sociale veranderingen op het schiereiland, waarbij vooral gouverneur Felipe Carrillo Puerto zich onderscheidde. In de jaren 50 werd het schiereiland voor het eerst door middel van een spoorweg en verharde wegen met de rest van Mexico verbonden. Intussen zakte door de ontwikkeling van synthetische vezels de wereldmarkt voor sisal ineen. Sinds in de jaren zeventig Cancun door middel van een computerstudie werd uitgekozen als meest geschikte plaats om een badplaats te ontwikkelen is Yucatán een toeristentrekker van wereldformaat geworden. In de Golf van Campeche voor de westkust van het schiereiland werd rond dezelfde tijd het Cantarellveld ontdekt, en werd het gebied een van 's werelds grootste producenten van aardolie.

## Economie

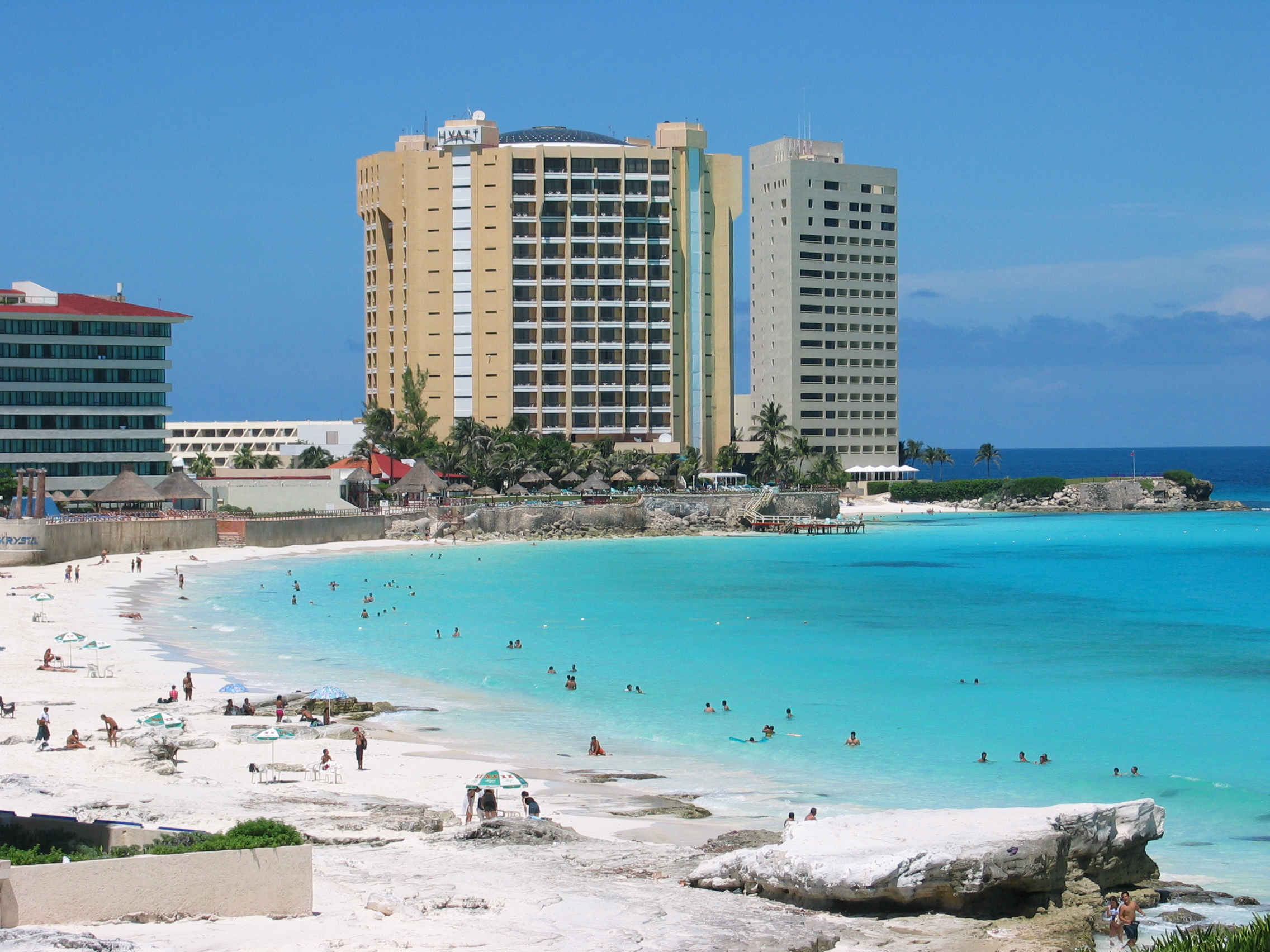
Cancún

Traditionele bronnen van inkomsten zijn de houtkap, veeteelt en de verbouw van sisalvezels en chicle, de grondstof waar kauwgom van gemaakt werd. Tegenwoordig leeft het gebied echter vooral van het toerisme en de aardoliewinning.
Yucatán wordt vaak door toeristen bezocht vanwege de overblijfselen van de Mayabeschaving zoals Cobá, Chichén Itzá en Uxmal, en vanwege zijn witte stranden. Een van de bekendste badplaatsen op Yucatán is Cancún, gelegen aan een baai in het noordoosten van Yucatán, in de deelstaat Quintana Roo. Ten zuiden van Cancún strekt zich de Riviera Maya uit, met onder andere de badplaatsen Xelhá, Playa del Carmen, Tulum en Akumal.